# 天開司
天開 司（）は、日本の男性バーチャルYouTuber（以下「VTuber」）。YouTubeのBAN経験者たちによるコミュニティBANsの二代目世話係。日本テレビ放送網が展開するVTuberネットワーク「V-Clan」のメンバーでもある。
2019年12月31日まで、いちから株式会社（現：ANYCOLOR株式会社）が展開していたVTuber支援プログラム「にじさんじネットワーク」に参加していた。肩書きは「バーチャル債務者YouTuber」。

## 概要
バーチャルYoutuber活動で借金返済を目論む債務者Vtuber。
最近は返済見通しが立たないことを開き直っている。
活動内容はゲーム配信、企画配信、麻雀、音楽、ギャンブルと多岐にわたる。—V-Clan公式サイトの紹介文
麻雀プロなどが参加する神域リーグやVtuber男子校学力テストを開催するなど、大会の主催・司会・実況などを行う。
2020年視聴者が選んだVTuber生配信ベスト5にて、『【大将戦】雀魂バーチャル インターハイ試合会場 #じゃんたまV_IH』が1位を獲得した。

## 活動
前身は微糖カイジと呼ばれたVTuber。微糖カイジは2018年4月に活動を停止したが、同年5月にBANsメンバー万楽えねが天開司のVTuberキャラクターデザインのツイートを投稿、6月2日にはデビュー動画が公開された。
2019年4月25日、オンライン対戦麻雀ゲーム「雀魂」の第一回公式生配信に出演し、同ゲームの公認プレイヤーに就任。以降、「天開司の神域麻雀」などの雀魂を用いた配信企画を多数実施している。
2019年5月10日から同年12月31日までいちから株式会社（現：ANYCOLOR株式会社）が展開していたVTuber支援プログラム「にじさんじネットワーク」に参加していた。
2021年7月17日、日本テレビ放送網が展開するVTuberネットワーク「V-Clan」に参加することが発表された。

### 大会主催
2019年8月17日ににじさんじ所属バーチャルライバーを中心とした『実況パワフルプロ野球2018』のリーグ戦大会「Vtuber甲子園」を主催。翌年以降は後継企画の「にじさんじ甲子園」が開催され（主催は舞元啓介/にじさんじ）、天開はスペシャルアンバサダーを務めている。
2019年11月23日・24日および29日ににじさんじ所属バーチャルライバーによる『ポケットモンスター ソード・シールド』のトーナメント大会「ポケットモンスター剣盾 にじさんじ杯」を主催。開催2日目の11月24日にYouTubeのチャンネル登録者数が10万人を突破。
2022年1月24日、プロ雀士（Mリーガー）と配信者による麻雀の団体リーグ戦「神域Streamerリーグ」の設立・開催を発表。2022年5月8日から同年9月12日まで開催。天開は主催を務めると同時に、選手としても鈴木たろう（赤坂ドリブンズ）が率いる「チームゼウス」の一員として出場した。
2023年2月7日、「神域リーグ2023」の開催を発表。2023年5月26日から同年9月8日まで開催。天開自身は引き続き主催を務め、選手としては渋川難波（KADOKAWAサクラナイツ）が監督を務める新規参入の「チームグラディウス」の一員として出場した。
2024年1月14日、「神域リーグ2024」の開催を発表。2024年6月5日から同年9月10日まで開催。今回は選手としてはドラフトを辞退し、主催および実況として携わった。
2024年1月22日、5年ぶりとなる「Vtuber甲子園」の開催を発表。2024年3月18日から同年3月24日まで開催。にじさんじ、ホロライブ、Neo-Porteなど、事務所の垣根を越えた参加者を迎えて行われた。
2025年1月31日、2年連続となる「Vtuber甲子園」の開催を発表。2025年3月16日から同年3月28日まで開催。

## 戦績
「雀魂バーチャル インターハイ」優勝（2020年11月23日） - 雀魂のチーム対抗戦企画。 歌衣メイカ、コーサカ（MonsterZ MATE）と「漢気塾高校麻雀部」チームで出場。天開は大将を務めた。

## 出演
- VTuberスター誕生 VV行こうぜ！ - 中京テレビ[29]
- 雀魂 公式生配信「てん×くす」 - MC担当。楠栞桜と共演[30]。
- 雀魂 公式生配信「社務所通信」 - MC担当。ルイス・キャミー（にじさんじ）と共演[31]。

### Webアニメ
- じゃんたま PONG☆（2022年3月29日） - 本人 役[32]

### 声優
- ルリイロデイズ - 本人役。主人公たちのクラスの担当教官、メインキャスト声優として参加[33][34][1]。
- 『雀魂』- 麻雀漫画『アカギ～闇に降り立った天才～』コラボイベント[35]

## 関連作品
書籍
- バーチャル債務者youtuber天開司公式ファンブック 「おはクズ・・・・！」出版年月日：2021/05/31、出版社：ホビージャパン、ISBN：9784798624525[36]

音楽活動
- 『Origin』 - 音楽家zoppらとタッグを組みクラウドファンディングで資金を調達して制作された。発売日：2021/11/07、Label: ZAZA Records、1stアルバム（10曲）[37]
- 『メイトなやつら (feat. 天開司, 佐藤ホームズ, あっくん大魔王 & 歌衣メイカ)』 - MonsterZ MATEのアルバム『VIVA MATE』収録曲。2023年5月22日
- 『Quest (feat. 天開司)』 - MonsterZ MATEの配信限定シングル。2024年1月1日
- 『10000000回遊びたい』 - 天開司 & 歌衣メイカ & 兎鞠まり & ガッチマンVの配信限定シングル。2024年2月12日

## 関連人物
- MonsterZ MATE - MonsterZ MATEの動画に多数出演しており、メンバーからも準レギュラー扱いされている。
- 叶（にじさんじ） - PUBGのコラボ配信がきっかけで[16]、プライベートでも交友があるほど仲の良いVTuberに挙げている。
- 郡道美玲（にじさんじ[注 1][38]）、伊東ライフ、因幡はねる（ななしいんく/元有閑喫茶あにまーれ） - 2020年5月11日の雀魂を用いたコラボ配信がきっかけで、以降も「郡東（ぐんとう）つねる」としてコラボ配信を行っていた[13]。
- 歌衣メイカ、ガッチマンV、兎鞠まり - 2020年9月30日開催の「VTuber Fall Guys Party」にてチームを結成し、以降も「AllGuys」としてコラボ配信を行っている。2022年4月にはローソン限定で『VTuberスタイル AllGuys BOOK』が発売された[39]。
- 多井隆晴（RMU代表/渋谷ABEMAS） - 多井がVTuber好きであることから麻雀企画を中心に交流がある。多井は「麻雀が強くなりたければ天開司のようになれ」とその努力を認めているほか[13]、「VTuber達との交流や仕事のきっかけ」となった人物のひとりとして天開を挙げ感謝を示している[40]。